# Ian Paice
Ian Anderson Paice (* 29. června, 1948 Nottingham, Anglie) je bubeník rockové skupiny Deep Purple. Po odchodu Jona Lorda v roce 2002 je jediným zakládajícím členem, který v kapele hraje po celou dobu její existence. Během nečinnosti Deep Purple hrál ve skupinách Paice, Ashton & Lord, Whitesnake a také s Garym Moorem.
Na jeho styl měl velký vliv Buddy Rich; Paice je jeden z mála hardrockových bubeníků, jejichž styl hry na bicí ovlivnil swing a jazz. Je také levák; jako jeden z mála hraje s kompletně levorukou bicí soupravou (dalším příkladem je třeba Phil Collins).
Alba, která poukazují na jeho talent jsou např. Made in Japan (hlavně devítiminutové sólo ve skladbě „The Mule“), Deep Purple in Rock (skladby „Child in Time“ a „Flight of the Rat“) a Machine Head.[zdroj?]
Roku 1973 hrál na albu Squeeze skupiny The Velvet Underground.

## Vybavení
Paice používá bicí značky Pearl Drums, činely Paiste a paličky Promark. V 70. letech používal bicí Ludwig Drums.

### Pearl Drums Masters
- 10" x8" Tom
- 12" x9" Tom
- 13" x10" Tom
- 14" x10" Tom
- 15" x10" Tom
- 16" x14" Floor tom
- 18" x16" Floor tom

### Činely Paiste
- 15" 2002 Sound Edge Hi-Hat
- 22" 2002 Crash
- 8" 2002 Splash
- 22" 2002 Ride
- 24" 2002 Crash
- 22" 2002 China